# Monts de Guéret
Pour les articles homonymes, voir Guéret (homonymie).
 (octobre 2010).
Si vous disposez d'ouvrages ou d'articles de référence ou si vous connaissez des sites web de qualité traitant du thème abordé ici, merci de compléter l'article en donnant les références utiles à sa vérifiabilité et en les liant à la section « Notes et références ».
Les monts de Guéret sont un petit massif granitique de basse montagne de France, situé au nord-ouest du Massif central, et faisant partie des monts de la Marche. Ponctuant le plateau marchois, prolongement nord-est du plateau limousin, ils s'insèrent entre la vallée de la Gartempe à l'ouest et la vallée de la Creuse à l'est, dominant la ville de Guéret et s'articulant autour du massif forestier de Chabrières.
Ils sont le prolongement septentrional maximal de la Montagne limousine.

## Géographie
Les monts de Guéret s'étendent le long d'une diagonale nord-ouest sud-est d'environ 30 km de long, entre Dun-le-Palestel et Sous-Parsat.
L'appellation des monts de Guéret évoque également un territoire touristique situé autour de ce massif, regroupant en fait les 19 communes qui composent la communauté de communes de Guéret Saint-Vaury. La ville-centre est Guéret (12 698 habitants), l’ensemble compte plus de 28 000 habitants.

### Paysages

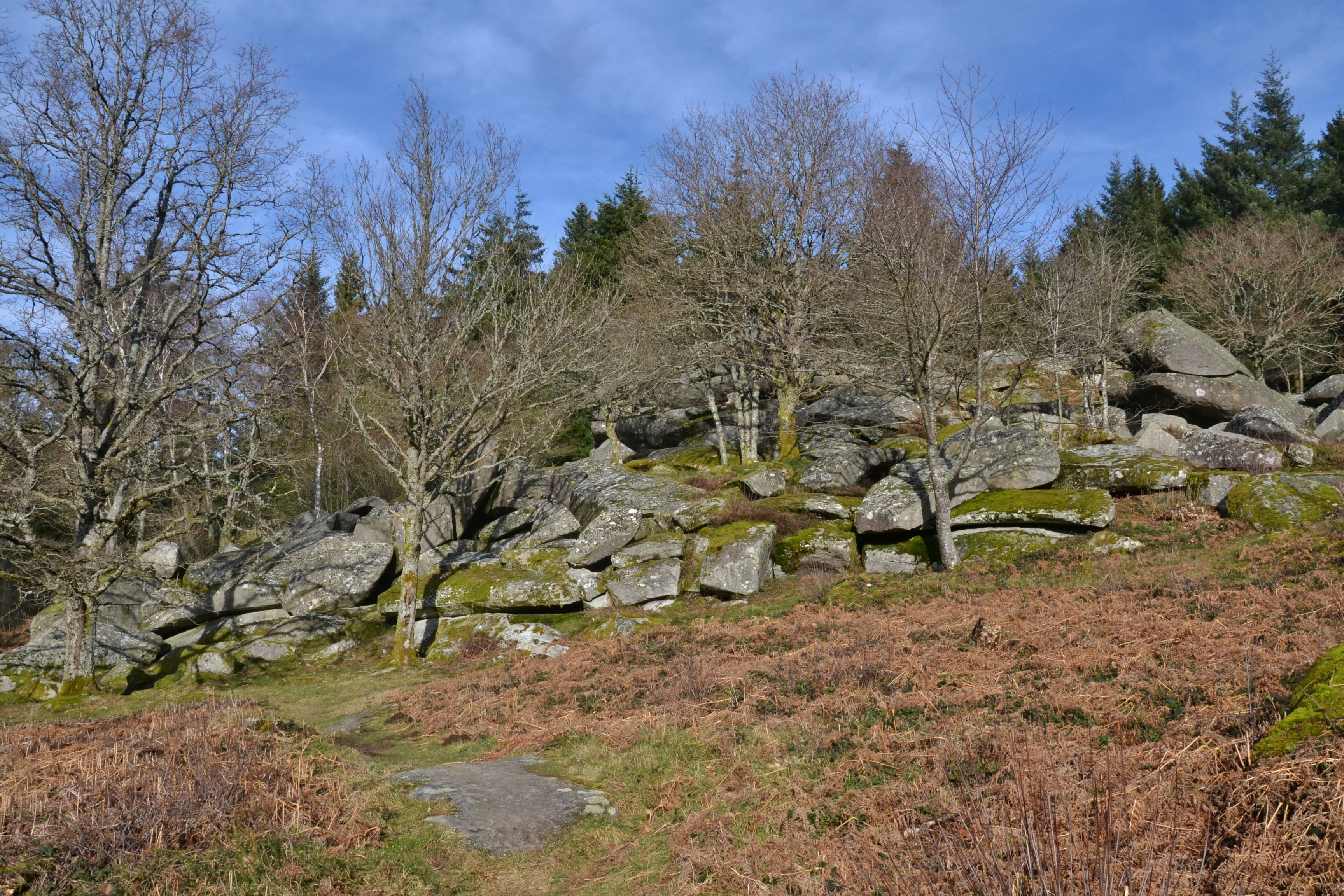
Le site des Pierres Civières : un chaos granitique typique du Limousin.

Dans la forêt de Chabrières, les altitudes culminent à plus de 600 mètres pour atteindre 683 mètres sur le Maupuy et 689 mètres sur le puy de Chiroux (point culminant des monts de Guéret). Cette région granitique de moyenne montagne propose des paysages de semi-bocage aujourd’hui fortement concurrencés par les boisements forestiers.

## Tourisme
Les monts de Guéret sont réputés pour leurs espaces de randonnée à pied, à cheval et à VTT. Ils comportent plusieurs lieux d'intérêt :
- parc animalier des monts de Guéret, dans la forêt de Chabrières. Ce parc ouvert depuis 2001 présente plusieurs meutes de loups réparties dans différents enclos ;
- labyrinthe Géant des Monts de Guéret, situé aux portes de la forêt de Chabrières. Au travers de 4,5 km d'allées engazonnées, il propose aux visiteurs de retrouver leur chemin à l'aide de questionnaires thématiques ;
- musée d’Art et d’Archéologie de Guéret (ou musée de la Sénatorerie de Guéret) : créé en 1832, le musée occupe l’ancien hôtel de la Sénatorerie. Les collections ont pour thème : l'histoire naturelle, l'archéologie celtique et gallo-romaine, les arts asiatiques, l'orfèvrerie limousine (émaux), des collections de peintures hollandaises, flamandes et françaises du XVe au XIXe siècle, ainsi que des œuvres consacrées aux peintres de la vallée de la Creuse (Armand Guillaumin (1841-1927), Fernand Maillaud, Maurice Leloir, etc.) et de l'école de Crozant.

## Personnages célèbres
- Marcel Jouhandeau, écrivain né à Guéret (1888-1979). Dans son œuvre, il fait référence à sa ville natale notamment dans La jeunesse de Théophile (1921), Les Pincengrain (1924), Chaminadour (1934-1941).
- Fernand Maillaud (1862-1948), peintre et illustrateur originaire de l’Indre, possédait une maison à Guéret, la Maison du Renabec. Maillaud n’a pas seulement peint des vaches et des paysages de la région. Son talent a pris sa pleine mesure dans les portraits et les dessins. C’était aussi un sculpteur dont l’œuvre reste encore méconnue.